# Diorama (film)
Diorama er en svensk dramafilm fra 2022 skrevet og instrueret af Tuva Novotny. Hovedrollerne spilles af Pia Tjelta og David Dencik.
Filmen havde premiere i Sverige den 6. maj 2022.

## Handling
Diorama er historien om Frida og Björn. Gennem deres hverdagsforhold, skilsmisse og konsekvenserne heraf følger vi normative menneskers normative liv, men med en parallel historie fra dyreriget. En parallel historie, der gennem hele filmen forsøger at undersøge og udforske, hvad der virkelig sker, biologisk og kemisk, når vi elsker, hader, sørger og føler lykke.
Og hvordan de fleste dyr ikke helt fungerer på de måder, som det kristne samfund strukturerede og institutionaliserede parbinding for mange hundrede år siden.
Har vi presset os selv ind i en måde at samarbejde på, som faktisk går imod vores forudprogrammerede biologi? Og hvis ikke, hvorfor ender 60 % af ægteskaberne i skilsmisse på verdensplan?
Kort sagt en helt velkendt kærlighedshistorie, fortalt i en knap så velkendt ramme.

## Medvirkende
- Pia Tjelta – Frida
- David Dencik – Björn
- Sverrir Gudnason – Adam
- Claes Bang – Ben
- Gustav Lindh – Teun
- Shanti Roney – Martin
- Gunnel Fred – Marianne
- Linda Santiago – Joanna
- Göran Ragnerstam – Jon
- Johan Rabaeus – Peter